# Telaki (gromada)
Telaki – dawna gromada, czyli najmniejsza jednostka podziału terytorialnego Polskiej Rzeczypospolitej Ludowej w latach 1954–1972.
Gromady, z gromadzkimi radami narodowymi (GRN) jako organami władzy najniższego stopnia na wsi, funkcjonowały od reformy reorganizującej administrację wiejską przeprowadzonej jesienią 1954 do momentu ich zniesienia z dniem 1 stycznia 1973, tym samym wypierając organizację gminną w latach 1954–1972.
Gromadę Telaki z siedzibą GRN w Telakach utworzono – jako jedną z 8759 gromad na terenie Polski – w powiecie sokołowskim w woj. warszawskim, na mocy uchwały nr VI/10/21/54 WRN w Warszawie z dnia 5 października 1954. W skład jednostki weszły obszary dotychczasowych gromad Buczyn Nowy i Telaki ze zniesionej gminy Kosów oraz obszary dotychczasowych gromad Buczyn Dworski i Buczyn Szlachecki ze zniesionej gminy Sterdyń w tymże powiecie. Dla gromady ustalono 14 członków gromadzkiej rady narodowej.
31 grudnia 1959 z gromady Telaki wyłączono wsie Buczyn Dworski, Buczyn Nowy i Buczyn Szlachecki, włączając je do gromady Skibniew-Podawce w tymże powiecie, po czym gromadę Telaki zniesiono a jej (pozostały) obszar włączono do gromady Kosów Lacki tamże.